# Димер, Эмиль
Эмиль Йозеф Димер (нем. Emil Joseph Diemer; 15 мая 1908, Радольфцелль, Констанц — 10 октября 1990, Генгенбах) — немецкий шахматист и шахматный журналист.

## Биография
В 1931 остался без работы и вступил в немецкую нацистскую партию, в деятельности которой активно участвовал. Присутствовал на всех важных международных шахматных мероприятиях и стал «шахматным репортёром Великого Германского Рейха», статьи которого часто появлялись в нацистских изданиях. В 1942–1943 играл по переписке и в турнирных играх с Клаусом Юнге. После Второй мировой войны продолжил шахматную журналистику, продавал книги по шахматам и проводил сеансы одновременной игры, но клеймо нацистского прошлого мешало деятельности. А успехи в шахматах были посредственные. В 1953 был исключён из Шахматной федерации Германии, чиновников которой обвинил в ходе кампании в прессе в «гомосексуализме и развращении невинной молодёжи». Лишь в 1956 добился настоящего успеха, выиграв резервную группу Хооговенс-турнира, а затем и Открытый чемпионат Нидерландов.
Впоследствии стал меньше интересоваться шахматами и всё больше интересовался наследием Нострадамуса, утверждая, что взломал секретный код Нострадамуса, и, как говорят, за 25 лет отправил по почте более 10 000 писем на эту тему. В 1965 помещён в психиатрическую клинику в Генгенбахе. Директор клиники, посчитав, что шахматы являются для Димера чрезмерным стрессом, запретил ему играть в эту игру. Однако в 1971 этот запрет был отменён, и членство Димера в Шахматной федерации ФРГ также было восстановлено. После чего играл на первой доске в составе команды немецкого шахматного клуба. Однако, всё еще не имея финансовой независимости, продолжал проживать в Генгенбахе в качестве полустационарного пациента больницы до конца своей жизни.

## Манера игры
Разыгрывал множество нестандартных дебютов во французской защите, таких как гамбит Димера — Дума (1.d4 d5 2.e4 e6 3.c4) и гамбит Алапина — Димера (1.d4 e6 2.e4 d5 3.Be3), но наиболее известны его усовершенствования старой идеи Армана Эдварда Блэкмара (1. d4 d5 2. e4 dxe4 3. f3), широко известной как гамбит Блэкмара — Димера (1. d4 d5 2. e4 dxe4 3. Nc3 Nf6 4. f3).